# Mobed

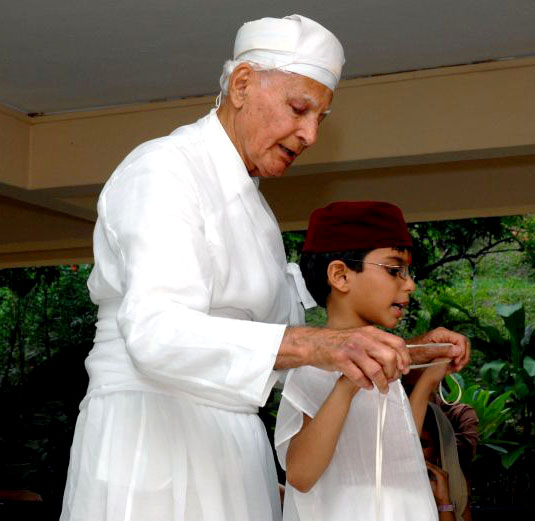
Vid en navjoteceremoni vägleder mobeden barnet i att knyta det heliga kushti (snöret).

Mobed eller mobad (persiska: موبد) är den titel zoroastriska präster innehar, den högsta prästens titel är Mobad-e mobadân, vilket motsvarar katolikernas påve.
Några kända Mobadanmobad är:
- Kartir
- Tansar